# Emanuelle and the White Slave Trade
Emanuelle and the White Slave Trade (Italiaans: La via della prostituzione) is een Italiaanse sexploitationfilm uit 1978 geregisseerd door Joe D'Amato als zijn laatste Black Emanuelle-film.

## Synopsis
Emanuelle, de beroemde fotojournaliste is voor haar werk op het vliegveld van Nairobi. Daar valt haar oog op een man die een jonge vrouw in een rolstoel voortduwt. Later, in een ander land, ziet ze dezelfde man en hetzelfde meisje en is verbaasd dat het meisje gewoon kan lopen. Emanuelle moet hier meer van weten en stuit op een vrouwenhandel-zaak.

## Rolverdeling
| Acteur              | Personage       |
| ------------------- | --------------- |
| Laura Gemser        | Emanuelle       |
| Ely Galleani        | Susan Towers    |
| Gabriele Tinti      | Francis Harley  |
| Venantino Venantini | Giorgio Rivetti |
| Pierre Marfurt      | Prins Arausani  |
| Gota Gobert         | Madame Claude   |
| Nicola D'Eramo      | Stefan          |
| Bryan Rostron       | Jim Barnes      |